# 夏侯孜
夏侯孜（8世纪—9世纪），字好学，爵封谯郡开国公，唐朝官员。在唐宣宗和唐懿宗年间拜宰相。

## 背景和早期仕途
夏侯孜生年不详。出自谯郡夏侯氏。父库部郎中夏侯审。
唐穆宗长庆二年（822年）五月前后，夏侯孜为乡贡进士。唐敬宗宝历二年（826年），夏侯孜进士及第，历任山南东道节度使柳公绰等人的藩镇幕僚。曾将舅父李绛生前论事万余字授予蒋偕，编为七篇。开成年间，曾任殿中侍御史。会昌年间，任滁州刺史。唐宣宗大中初年，累迁婺州刺史，约三年（849年）、四年（850年），任绛州刺史，任上曾褒扬令狐紞的德行以鼓励治下属邑。五年（851年）至七年（853年）间，任陕虢观察使。七年七月尚在任，十月守丧去职。后被召入京城长安为谏议大夫，转给事中。十年（856年），改刑部侍郎。十一年（857年）正月，以朝请大夫兼守御史中丞迁朝议大夫、兼尚书右丞，加上柱国，赐紫金鱼袋，守户部侍郎，判户部事。之前，宣宗想让京兆尹韦澳判户部，但韦澳辞让，所以才任命了夏侯孜。

## 初次拜相
大中十二年（858年）二月，夏侯孜再加兵部侍郎，充诸道盐铁转运等使。四月，夏侯孜加宰相衔同平章事，守本官，仍领使职，与同僚宰相刘瑑一同执政，兼领度支事，用分司东都洛阳的职方员外郎杨收为判官。又授集贤殿大学士。十三年（859年）八月，唐宣宗崩，唐懿宗即位，仍任夏侯孜为宰相，兼兵部尚书。夏侯孜的官爵曾为银青光禄大夫、守中书侍郎、兼刑部尚书、同中书门下平章事、充集贤殿大学士、上柱国、谯县开国男、食邑三百户，后进封门下侍郎、谯郡侯。懿宗追封母晁氏为元昭皇太后，九月，夏侯孜作其册文。十月，夏侯孜在工部尚书任上。咸通元年（860年），时值裘甫率领的农民变军席卷浙东，二月，夏侯孜说：“浙东有山海相隔，可以计取，难以力攻。”并推荐前安南都护王式虽出身儒家，但在安南任上威服中外，名闻远近，可当讨伐裘甫之任。宰相们也都以为然。于是王式被任为浙东观察使。懿宗常担心裘甫之乱，夏侯孜说：“王式之才有余，不日就告捷了。”还给王式写信，要他专心擒拿裘甫。因夏侯孜的支持，王式所奏请要求的没有不被听从的，他最终成功于六月擒获裘甫。九月，夏侯孜被任为检校司空、兼成都尹、剑南西川节度等副大使、知节度事，仍加同平章事为荣衔。
杨收任吏部员外郎时，夏侯孜与同为杨收前上司的杜悰都在洛阳，二人联名向宰相推荐杨收。夏侯孜在宰相任上提拔考功郎中王凝为中书舍人。

## 再次拜相
咸通三年（862年）七月，夏侯孜以剑南西川节度副大使知节度使事、管内度支营田观察处置统押近界诸蛮及西山八国云南安抚等使、光禄大夫、检校尚书右仆射、同中书门下平章事、兼成都尹、上柱国、谯郡开国公、食邑三千户的官爵被召回拜为左仆射、同平章事，再度拜为宰相，散官勋封如故。五年（864年）四月，在右仆射任上被加封五百户。七月，指出奉命经略安南的容管经略使张茵懦弱，荐骁卫将军高骈代任为安南都护、本管经略招讨使，全部接收张茵的兵马，承担从南诏手中收复安南之任，获准。当月，夏侯孜又以延资库使身份奏明账目，并提出建议，懿宗下诏准其奏。八月，又进为司空，充宣宗贞陵山陵使。夏侯孜与同僚宰相路岩、杨收一同辅政。十一月，因贞陵地道损坏，夏侯孜获罪，再罢相，充河中节度使，仍加同平章事为荣衔。先前堂吏（中书省办事吏员）写诏书，扑在夏侯孜怀里就死了。没几天，夏侯孜就被罢相了。

## 罢相后
咸通八年（867年）九月，时任延资库使曹确在奏请令将应该上交的钱绢直接交给延资库时引用了夏侯孜之前的上奏。
九年（868年），南诏军大举入侵西川，西川守军缺粮，巂州被攻陷，整个川蜀地区都陷入纷扰。懿宗指责当时官爵为河中晋绛礠隰节度使、开府仪同三司、检校司徒、同中书门下平章事、河中尹、上柱国、谯郡开国公、食邑二千户的夏侯孜管治西川期间没有巩固西川的防御设施，下诏斥责，十年（869年）正月罢免其河中节度使职，改任太子少保，分司东都。不久去世，但时间不详。

## 轶闻
《北梦琐言》记载了与夏侯孜有关的三件事：
1.夏侯孜未发达时，流离失所，曾遇到跛脚驴无故坠井；每每登朝士之门，住客店，都多不顺，被时人呼为“不利市秀才”。
2.名家子弟薛保逊喜欢品评人物，被士子作为褒贬人物的标准，本人被时人号为“浮薄相国”。夏侯孜尤其厌恶他。薛保逊被贬为澧州司马，长达七年得不到代任。夏侯孜罢相出镇，改由魏谟拜相后，薛保逊才得到徵用，但已在任所去世。（考：魏谟并未在夏侯孜之后拜相，疑误。
）
3.夏侯孜拜相后，习得房中术，出任河中节度使后，喜爱一个娼妓，與她行房時，体力不支消耗过度而死。夏侯孜门下曾有一还俗僧人「夏侯长官」，可能是教授夏侯孜房中术之人。俞琬《席上腐谈》也有类似记载，且提到自己年过七十的外祖父闾丘某为大理评事时习得房中术，两脸如桃而死，死状与夏侯孜相似。
《太平广记》引《玉泉子》记载：唐文宗开成年间，夏侯孜为左拾遗，曾穿桂管的布衫朝谒。文宗问夏侯孜的衣衫为何太粗涩，夏侯孜答桂管产此布，厚得可以御寒。后来文宗问宰相：“朕观察拾遗夏侯孜必是贞介之士。”宰相说：“他的行为就是当今的颜回、冉有。”文宗嗟叹，也效仿他穿桂管布，最後满朝都效仿，桂管布的價格因此突然變貴了。
《玉泉子》及《唐语林》又载：有一位王生曾和夏侯孜一同科考，王生在當時有名望，夏侯孜不及他。王生落第后，和夏侯孜一起去凤翔府游玩，凤翔节度使王承元设馆招待。一日，凤翔从事約他們喝酒，酒酣，拿骰子祝道：“二秀才明年如果都能登第，当掷堂印（掷出双重四）。”王生以才情自鳴得意，怒道：“我糟糕到了与夏侯孜同年进士的地步吗？”不悦而去。夏侯孜进士及第，累官至宰相，而王生最终湮没无闻。夏侯孜出为河中节度使后，王生之子对父亲和夏侯孜的来往一无所知，偶然得到夏侯孜与父亲平时来往的礼札十数幅，都是夏侯孜的手迹，欣然带去谒见夏侯孜，夏侯孜当即见了他，问了他想要的东西，全部给了，并且召来各位从事说了这件事。
《唐语林》还记载其他一些夏侯孜故事：
1.崔郢以中丞为京兆尹，三司使在永达亭子为丞郎设宴，崔郢乘醉饮酒。时夏侯孜为户部使，问：“京兆尹曾任给事中、中书舍人吗？”崔郢说：“没有。”夏侯孜说：“若不历任给事中、中书舍人（都是正五品上），京兆尹（从三品）没有资格参加丞郎（正四品下）宴。”命酒纠（劝酒、监酒令的人）罚崔郢酒，罚了他满满三大杯，他很久才起身。
2.大中十二年（858年）七月十四日退朝，宰相夏侯孜独自到衙门，以御史大夫李景让为检校吏部尚书，充剑南西川节度使。当时正值中元节休假，通事舍人都不在岗。圣旨已下，夏侯孜接受圣旨，召当值舍人冯图宣旨，两省胥吏奉旨。从此朝廷有令，通事舍人即使休假也要在馆舍。
3.唐宣宗崩去，宦官商议立唐懿宗继位，入中书省命宰相们署名。有宰相成員不同意，夏侯孜说：“三十年前，外大臣（指朝臣）還能参与宮禁之事；這三十年以来，外大臣不能得知宮禁之事了。只要是確定李氏皇室子孙，内大臣（指宦官）立了，外大臣就北面朝拜新君就好了，哪能論甚麼是非？”于是率同僚们聯署。
4.咸通十年（869年），因一年前日者说“己丑年（咸通十年正是己丑年）无文柄，值‘至仁’必当重振”，科举暂停。同年，懿宗加尊号，其中有“至仁”两字，补阙韩褒上疏请复科举。夏侯孜对宦官杨玄翼说：“李九丈行不得事，我行之。”李九丈即唐武宗宰相李德裕，会昌年间曾建议罢进士试，未果。
宋朝僧人惠洪撰《禅林僧宝传》，其中有《瑞龙璋禅师传》，传主瑞龙璋禅师为夏侯孜弟弟之子。大中初年，禅师伯父夏侯孜以司空出为淮南节度使，禅师时年才七岁，游慧照寺，听到诵《妙法莲华经》，就跪在夏侯孜面前请求剃髮出家。夏侯孜不肯，禅师不饮食，夏侯孜不得已同意了。（考：夏侯孜为司空并非在大中初年，也没有夏侯姓人士担任过淮南节度使，疑有误。）

## 作品
- 《前华州华阴县尉夏侯君夫人博陵崔氏墓志铭并序》，志主为夏侯孜兄夏侯敏继妻，也是夏侯敏原配之妹。作于长庆二年（822年）五月廿四日。
- 《唐故尚书库部郎中赠工部尚书谯郡夏侯府君夫人赵郡太夫人李氏归祔志》，志主为夏侯孜母。
- 《郊庙歌辞·享太庙乐章·宣宗室舞》，作于门下侍郎任上：

於铄令主，圣祚重昌。兴起教义，申明典章。
俗尚素朴，人皆乐康。积德可报，流庆无疆。
- 《唐懿宗元昭皇太后谥册文》
- 《户部积欠奏》

## 家庭
曾祖：夏侯逸，沁州司马，赠给事中。
祖父：夏侯封，相州临河县主簿，赠吏部尚书。
父亲：夏侯审，库部郎中，赠工部尚书、司空。妻李氏766—853，襄州录事参军赵郡李元善女。
姐姐：夏侯玫789—865，嫁汾州灵石县主簿博陵崔贞道
兄长：夏侯敏，同州白水县令。妻扶风窦氏，两娶博陵崔氏。
- 女，夏侯省师
- 男，夏侯氏

## 子孙
- 夏侯潭，礼部侍郎  
  - 夏侯坦
    - 夏侯映
- 夏侯泽，进士[1]